# Гангстер број 1
Гангстер број 1 (енгл. Gangster No. 1), је британска криминалистичка трилер драма из 2000. године у режији Пола Мекгигана. Заснован је на позоришној представи Гангстер бр.1, коју су написали Луис Мелис и Дејвид Скинто. У филму главну улогу игра Пол Бетани, а поред њега глуме и Малколм Мекдауел, Дејвид Тјулис и Сефрон Бароуз.

## Радња
Филм почиње неименованим британским ветераном гангстером који присуствује боксерском мечу са пријатељима. Чувши у разговору да још један гангстер, Фреди Мејс, треба да изађе из затвора после 30 година, ућути и напушта седиште да се прибере.
Наратив се враћа у шездесете године прошлог века, приказујући млађег гангстера. Привлачи пажњу утицајног лондонског гангстера Фреди Мејса (Тјулис), који га регрутује као извршиоца. Гангстер је жељан да угоди; његово насиље импресионира Мејса и он своју лојалност доказује креативним методама убиства. Међутим, Гангстер је од самог почетка опседнут и љубоморан на Мејсов успех и гламурозни начин живота, који се види у његовој луксузној одећи и плишаном стану.
Гангстер открива да Мејсов ривал, Лени Тејлор, планира да убије Мејса. Уместо да га упозори, Гангстер одлучује да дозволи напад и убија јединог члана своје банде који је свестан плана. Гангстер посматра како Тејлор и његова банда пуцају и убадају Мејса, и прережу врат његовој вереници Карен. Касније те ноћи, Гангстер одлази у Тејлоров стан, пуца му у ногу и мучи га до смрти.
Гангстер следећег дана открива да Мејс није умрла већ је хоспитализована. Мејс је неправедно осуђен за наручивање Тејлоровог убиства и послат у затвор на 30 година. Са Мејсом с пута, Гангстер преузима вођство над бандом и консолидује своју позицију. У секвенци која обухвата године између 1968. и 1999., приказан је како организује пљачку банке, отвара казино, намешта коњске трке и повећава своју банду до преко 300 људи.
Наратив се враћа остарелом Гангстеру на боксерском догађају, где открива да је Карен такође преживела и да треба да се уда за Мејса, који је из затвора изашао као промењен човек. Гангстер позива Мејса у његов стари стан, који је Гангстер преузео. Гангстер, покушавајући да реши сваку претњу и сопствене демоне, нуди Мејсу новац и стан. Међутим, Мејс наизглед нема више борбе у себи, желећи само да ожени Карен и да се повуче у миру. Гангстер прети Мејсу пиштољем, затим даје Мејсу пиштољ, признаје своје ћутање због покушаја убиства и Тејлорове смрти и моли Мејса да га убије; Мејс одлази, признајући колико је празан и патетичан живот гангстера.
Филм завршава са Гангстером, који је очигледно изгубио разум, починивши самоубиство силазећи са врха зграде. Његове последње речи: „Ја сам број један”.